# Emil Tabakov
Pour les articles homonymes, voir Tabakov.
Emil Tabakov est un chef d'orchestre et compositeur bulgare né le 21 août 1947 à Roussé.

## Biographie
Emil Tabakov naît le 21 août 1947 à Roussé,,.
Il étudie à l'Académie de musique de Sofia, la contrebasse avec Todor Tochev, la direction d'orchestre avec Vladi Simeonov et la composition avec Marin Goleminov. Il sort diplômé de l'établissement en 1978,.
En 1977, il remporte le premier prix du Concours international de direction d'orchestre Nikolaï Malko de Copenhague,.
Entre 1976 et 1979, Emil Tabakov est à la tête de l'Orchestre philharmonique de Roussé (en), avant de prendre la direction des Solistes de Sofia de 1979 à 1987,.
En 1987, il devient chef permanent de l'Orchestre philharmonique de Sofia, dont il est directeur artistique entre 1998 et 2000. Il enregistre de nombreux disques à la tête de cette formation, dont une intégrale remarquée des symphonies de Mahler en 15 CD pour le label Capriccio,,.
Comme chef invité, il dirige au Brésil, en Californie, en Allemagne, au Japon et en Corée du Sud. Il est également directeur artistique de l'Orchestre philharmonique de Belgrade entre 1994 et 1999 et dirige le Festival du Nouvel An à Sofia entre 1999 et 2004,.
En 1997, Emil Tabakov devient ministre de la culture du gouvernement bulgare,.
Entre 2002 et 2008, il dirige le Bilkent Symphony Orchestra à Ankara,. Nommé musicien de l'année par la Radio nationale bulgare en 1992, il reçoit la Lyre de cristal de l'Union des musiciens de Bulgarie en 2009.
À partir de 2008, il est directeur du département musical et chef permanent de l'Orchestre symphonique de la radio bulgare,, jusqu'en 2015. En parallèle, il mène une importante carrière de chef invité au concert et à l'opéra,. Il a notamment dirigé l'Orchestre national de France, l'Orchestre philharmonique de Moscou et l'Orchestre philharmonique de Tokyo, et s'est produit dans toute l'Europe, en Asie de l'Est, aux États-Unis, en Amérique du Sud et en Afrique du Sud.
En 2022, paraît un enregistrement d'œuvres de Scriabine et de Rimski-Korsakov où il dirige l'Orchestre symphonique de Bilkent, avec le pianiste Jean-Philippe Collard en soliste,.
Comme compositeur, avec un langage qui se distingue « par son dépouillement laconique et la richesse de ses allusions picturales », Emil Tabakov est l'auteur de huit symphonies, de concertos pour contrebasse (1975), percussions (1976), trompette (1985), violon (1995), deux flûtes (2000), piano (2003), violoncelle (2006), alto (2006), d'un requiem (1993), de deux ballets, de la musique de chambre et de la musique chorale, notamment,.
Il a enregistré ses symphonies sous le label Toccata Classics, à la tête de l'Orchestre symphonique de la radio nationale bulgare.